# Comuna Prunișor, Mehedinți
Prunișor este o comună în județul Mehedinți, Oltenia, România, formată din satele Arvătești, Balota, Bâltanele, Cervenița, Dragotești, Fântâna Domnească, Gârnița, Ghelmegioaia, Gutu, Igiroasa, Lumnic, Mijarca, Prunaru, Prunișor (reședința) și Zegaia. Se află a 25 kilometri est de orașul Drobeta Turnu Severin, 25 kilometri vest de orașul Strehaia, pe piemontul Coșuștei, pe cursul superior al râului Hușnița. În satul Prunișor se află biserica "Sf. Nicolae".

## Transport
Comuna Prunișor dispune de o stație feroviară în satul Prunișor și doua halte de c.f. (Gârnița și Igiroasa).

## Demografie
Componența etnică a comunei Prunișor
     Români (90%)
     Alte etnii (0,09%)
     Necunoscută (9,91%)
Componența confesională a comunei Prunișor
     Ortodocși (89,76%)
     Alte religii (0,09%)
     Necunoscută (10,15%)
Conform recensământului efectuat în 2021, populația comunei Prunișor se ridică la 2.129 de locuitori, în creștere față de recensământul anterior din 2011, când fuseseră înregistrați 2.029 de locuitori. Majoritatea locuitorilor sunt români (90%), iar pentru 9,91% nu se cunoaște apartenența etnică. Din punct de vedere confesional, majoritatea locuitorilor sunt ortodocși (89,76%), iar pentru 10,15% nu se cunoaște apartenența confesională.

## Politică și administrație
Comuna Prunișor este administrată de un primar și un consiliu local compus din 11 consilieri. Primarul, Loredana-Georgiana Vîlcu[*], de la Partidul Social Democrat, este în funcție din 1 noiembrie 2024. Începând cu alegerile locale din 2024, consiliul local are următoarea componență pe partide politice:
|  | Partid                          | Consilieri | Componența Consiliului | Componența Consiliului | Componența Consiliului | Componența Consiliului | Componența Consiliului | Componența Consiliului | Componența Consiliului |
|  | ------------------------------- | ---------- | ---------------------- | ---------------------- | ---------------------- | ---------------------- | ---------------------- | ---------------------- | ---------------------- |
|  | Partidul Social Democrat        | 7          |                        |                        |                        |                        |                        |                        |                        |
|  | Partidul Național Liberal       | 3          |                        |                        |                        |                        |                        |                        |                        |
|  | Alianța pentru Unirea Românilor | 1          |                        |                        |                        |                        |                        |                        |                        |

## Personalități născute aici
- Ștefan Hălălău (1893 - 1964), colonel.

## Vezi și
- Biserica de lemn din Fântâna Domnească
- Biserica „Sfântul Nicolae” din Prunișor
- Oprănești (sit de importanță comunitară)
- Prunișor (sit de importanță comunitară)